# ATP de Sófia
O ATP de Sófia – ou Sofia Open, na última edição – foi um torneio de tênis profissional masculino, de nível ATP 250.
Realizado em Sófia, capital da Bulgária, estreou em 2016, em substituição a Zagreb, e durou oito edições. Era para ter acabado em 2022, mas obteve licença de mais um ano – o último. Os jogos eram disputados em quadras duras cobertas durante o mês de outubro.

## Finais

### Simples
| Ano  | Campeão               | Vice-campeão     | Resultado       |
| ---- | --------------------- | ---------------- | --------------- |
| 2023 | Adrian Mannarino      | Jack Draper      | 7–66, 2–6, 6–3  |
| 2022 | Marc-Andrea Hüsler    | Holger Rune      | 6–4, 7–68       |
| 2021 | Jannik Sinner         | Gaël Monfils     | 6–3, 6–4        |
| 2020 | Jannik Sinner         | Vasek Pospisil   | 6–4, 3–6, 7–63  |
| 2019 | Daniil Medvedev       | Márton Fucsovics | 6–4, 6–3        |
| 2018 | Mirza Bašić           | Marius Copil     | 7–66, 46–7, 6–4 |
| 2017 | Grigor Dimitrov       | David Goffin     | 7–5, 6–4        |
| 2016 | Roberto Bautista Agut | Viktor Troicki   | 6–3, 6–4        |

### Duplas
| Ano  | Campeões                             | Vice-campeões                        | Resultado         |
| ---- | ------------------------------------ | ------------------------------------ | ----------------- |
| 2023 | Gonzalo Escobar Aleksandr Nedovyesov | Julian Cash Nikola Mektić            | 6–3, 3–6, [13–11] |
| 2022 | Rafael Matos David Vega Hernández    | Fabian Fallert Oscar Otte            | 3–6, 7–5, [10–8]  |
| 2021 | Jonny O'Mara Ken Skupski             | Oliver Marach Philipp Oswald         | 6–3, 6–4          |
| 2020 | Jamie Murray Neal Skupski            | Jürgen Melzer Édouard Roger-Vasselin | w.o.              |
| 2019 | Nikola Mektić Jürgen Melzer          | Hsieh Cheng-peng Christopher Rungkat | 6–2, 4–6, [10–2]  |
| 2018 | Robin Haase Matwé Middelkoop         | Nikola Mektić Alexander Peya         | 5–7, 6–4, [10–4]  |
| 2017 | Viktor Troicki Nenad Zimonjic        | Mikhail Elgin Andrey Kuznetsov       | 6–4, 6–4          |
| 2016 | Wesley Koolhof Matwé Middelkoop      | Philipp Oswald Adil Shamasdin        | 5–7, 7–69, [10–6] |